# ヘンドリク・ファン・デル・ボルヒト

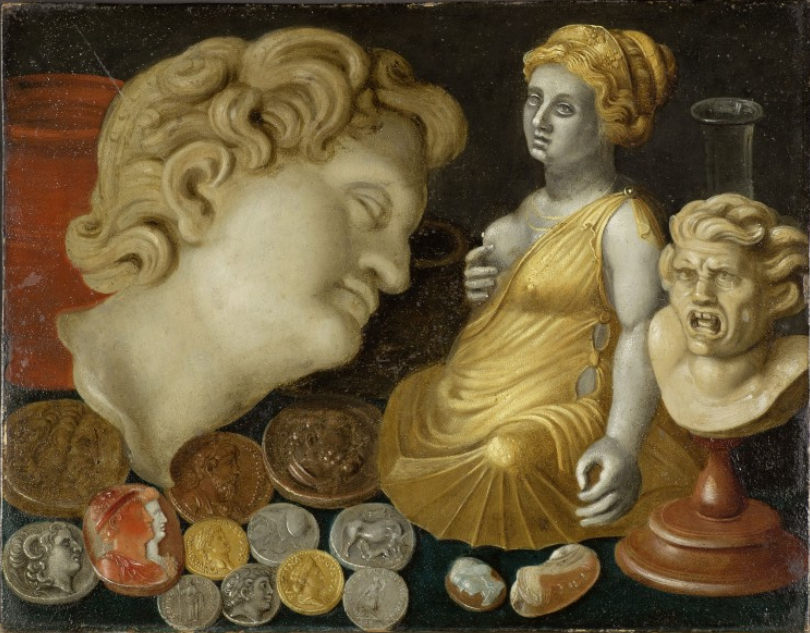
ヘンドリク・ファン・デル・ブレヒト作「取集品の静物画」、フランクフルト歴史博物館蔵

ヘンドリク・ファン・デル・ボルヒト（Hendrik van der Borcht、1583年、1651年7月26日）は、フランドル生まれの画家、版画家である。16世紀後半に宗教的迫害から逃れて移住したフランドルの多くの画家が活動した南ドイツのフランケンタールで活動した画家の一人である。静物画などを描いた。

## 略歴
ブリュッセルで生まれた。生まれた数年後の1585年にカトリック派のパルマ公アレッサンドロ・ファルネーゼが率いるスペイン軍がアントウェルペンを占領したたため、多くの新教徒たちと同じように家族は1587年にドイツに移り、1598年までにはフランケンタールで暮らすようになった。フランドルから逃れてきた画家のヒリス・ファン・コーニンクスロー(1544-1607)の弟子になり、1604年から1610年の間は、イタリア、おそらくはローマで働いていたと推定されている 。ベルナールト・ファン・オルレイ(c。1490-1541)など多くの美術家を出した一族の後裔の娘、Dina van Couwenbergheと1611年に結婚した。
1627年からフランクフルトで活動し、1651年にフランクフルトで没した。
フランケンタールで生まれた息子のヘンドリク・ファン・デル・ボルヒト2世(Hendrik van der Borcht II:1614-1676)は1636年にフランクフルトを訪れたアランデル伯爵に気に入られ 、イタリアに同行し伯爵の収集した美術品の管理をする仕事をした。孫のヘンドリク・ファン・デル・ボルヒト3世(Hendrik van der Borcht III:1652-1738)も画家になった。

## 作品

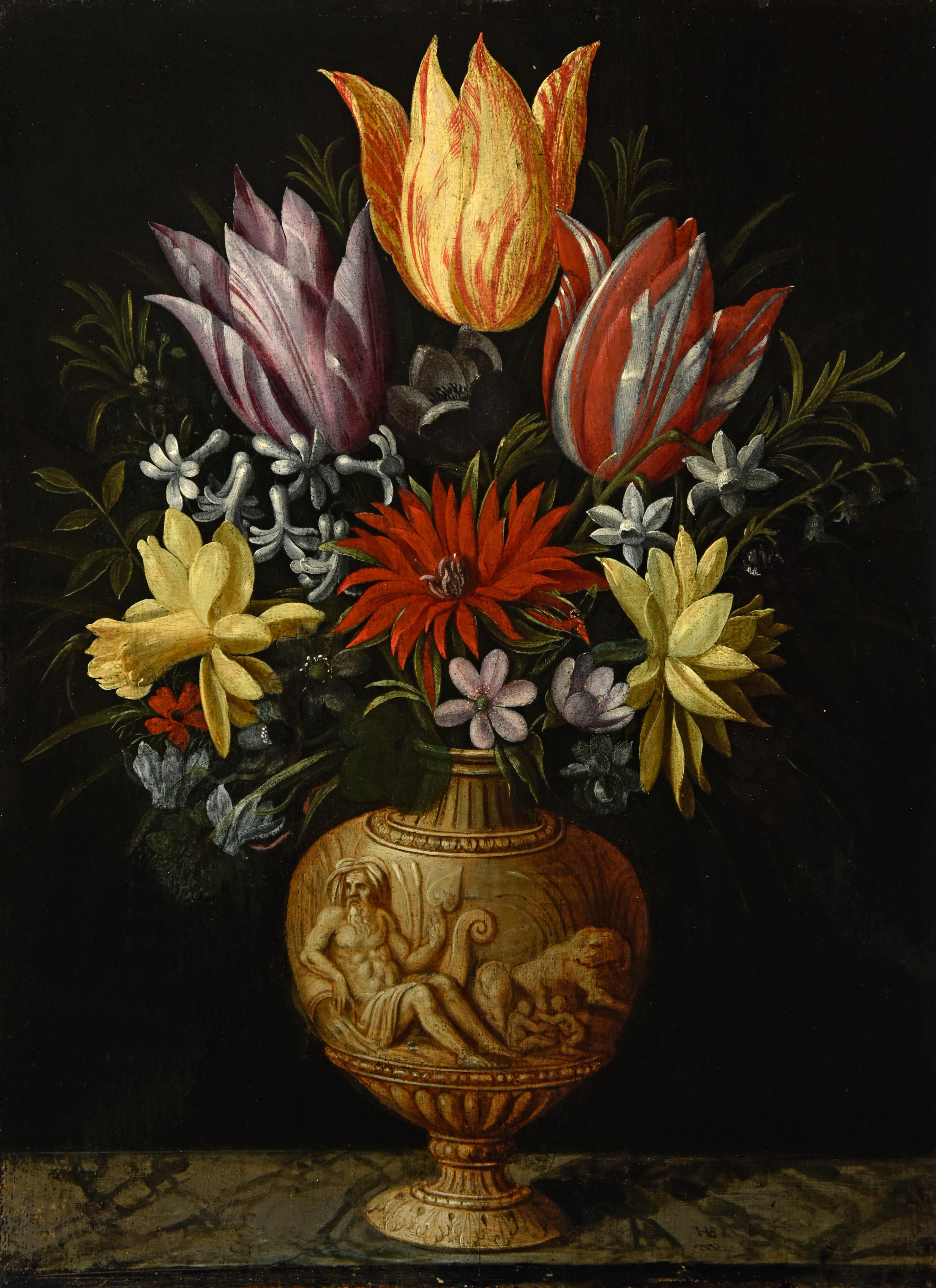
大理石の台座のうえの花瓶の花 (1510/1530)
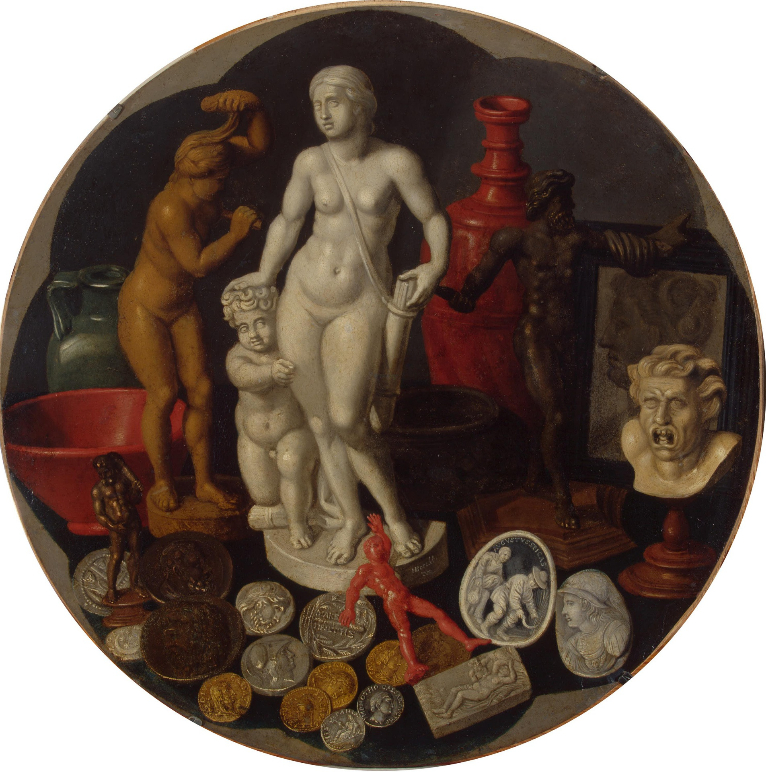
珍しい骨董品を描いた静物画 エルミタージュ美術館
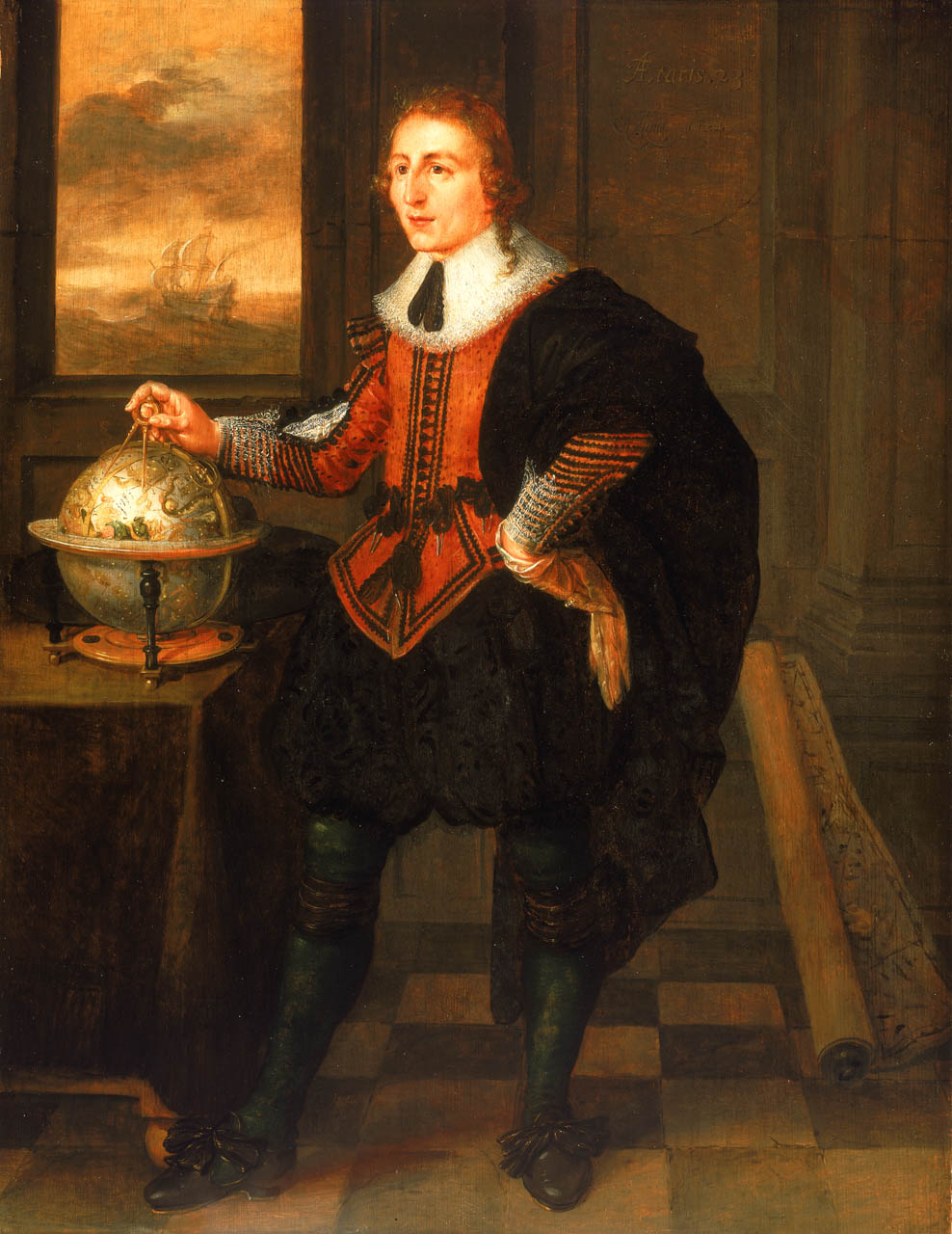
ウィリアム・バフィンとされる船乗りと地球儀を描いた人物画　(1624)